# El espectador (obra)
"El espectador" es una obra del ensayista y filósofo español José Ortega y Gasset, que obtuvo su formación en Deusto, Madrid y Alemania. Contiene una temática diversa. Con prólogo de Gaspar Gómez de la Serna, apareció en 1970, como la cuarta entrega de la Biblioteca básica Salvat. El artículo de mayor interés es Campos de Castilla. El pensador se presenta ejemplar y acertado cuando dice: " El Valor (ética) que damos a muchas realidades no lo merecen éstas por sí mismas; si nos ocupamos de ellas es porque existen ... Su existencia, no ellas,tiene valor". En esa breve cita, se encuentra una reflexión de dimensión universal y eso es lo que hacen los moradores de los Andes: la Pachamama es reverenciable porque existe, ella vive.
"Es tan breve, concentrada,- expresa, páginas adelante- tan lógica la posición del caserío, que nos parece haber pasado sobre un gran cuerpo orgánico". Una recapacitación, hecha con tolerancia y mente abierta, invita a admitir que todo lo que existe en el entorno de cada hombre tiene valor. Valor en  sentido espiritual, limpiando los intereses mezquinos. Se nota cierto vitalismo...un inefable acto de humanizar.
La luz se derrama impactante sobre estas líneas orteguianas cuando se lee que la vida cobra sentido cuando se hace de ella aspiración a no renunciar de nada, es como si estuviera compitiendo con esa decisión tan necesaria de que nada de lo humano es ajeno  para ser compulsado, llegadas las circunstancias-como le gustaría escuchar  al estudioso matritense.
- Datos: Q5824927